# Арара (Израиль)
Арара, Аръара (ивр. ערערה‎, араб. عرعرة‎) — местный совет в Хайфском округе Израиля.
Расположен примерно в 56 км к северо-востоку от центра Тель-Авива и в 35 км к юго-востоку от города Хайфа, на высоте 171 м над уровнем моря. В 2 км от поселения проходит Зелёная линия, которая отделяет Израиль от Западного берега реки Иордан. Площадь совета составляет 8,043 км².

## Население
По данным Центрального статистического бюро Израиля, население на начало 2020 года составляло 25 245 человек.
Население почти на 100 % представлено арабами-мусульманами.
Динамика численности населения по годам:
| 1955 | 1961 | 1972 | 1983 | 1995   | 2005   | 2006   | 2010   | 2016   |
| ---- | ---- | ---- | ---- | ------ | ------ | ------ | ------ | ------ |
| 2800 | 3400 | 5800 | 7900 | 11 700 | 15 600 | 16 000 | 22 300 | 23 996 |